# トイ・ソルジャー'97
トイ・ソルジャー'97（原題：Demolition University）は、1997年に公開されたアメリカ合衆国のビデオ用アクション映画。出演はコリー・ハイム、ロバート・フォスターほか。
「トイ・ソルジャー'96」の続編（本作も特に「トイ・ソルジャー」と関係はない）。

## あらすじ
前作の事件から1年後。大学生になったレニー・スレーターはアメフト部に入部し、平穏な大学生活を謳歌していたが、ある日見学に行った水道施設に自動小銃が置いてあるのを見つけ、不信感を抱く。何とその施設は退役軍人のマックス・カーヴァー率いるテロリストによって占拠されていた。彼は警察に仲間を釈放しないとVXガスを水道水に混入させると脅しをかけてきたのだった。レニーは同じく見学に来ていた仲間たちとまたしてもテロリストに立ち向かうことになる。

## キャスト
※括弧内は日本語吹替
- レニー・スレーター：コリー・ハイム（平田広明）
- ハリス教授：ラレイン・ニューマン（水原リン）
- マックス・カーヴァー：トッド・アレン（山野井仁）
- ブルース：エリン・ボー（落合弘治）
- ジェントリー大佐：ロバート・フォスター（水野龍司）
- ジェニー：アミ・ドレンツ
- ダイアン：クリスティン・ハジェ
- アブドゥル：ジョー・スコーペン
- エリア：ミケーレ・マイカ
- ファデム：カリル・G・サバーグ
- モマッド：バーナード・ホワイト（青山穣）
- 陸軍大将：ディック・ヴァン・パタン